# Женская сборная Белиза по софтболу
Женская национальная сборная Белиза по софтболу — представляет Белиз на международных софтбольных соревнованиях. Управляющей организацией выступает Федерация софтбола Белиза (англ. Belize Softball Federation).

## Результаты выступлений

### Чемпионаты мира
| Год        | Победы         | Поражения      | Место          |
| ---------- | -------------- | -------------- | -------------- |
| 1965—1974  | не участвовали | не участвовали | не участвовали |
| 1978       |                |                | 9              |
| 1982—н. в. | не участвовали | не участвовали | не участвовали |

### Панамериканские чемпионаты
| Год        | Победы         | Поражения      | Место          |
| ---------- | -------------- | -------------- | -------------- |
| 1987—2005  | не участвовали | не участвовали | не участвовали |
| 2009       | 2              | 7              | 16             |
| 2013       | 0              | 7              | 14             |
| 2017—н. в. | не участвовали | не участвовали | не участвовали |

### Панамериканские игры
| Год        | Победы         | Поражения      | Место          |
| ---------- | -------------- | -------------- | -------------- |
| 1979       | 9              | 5              | 3              |
| 1983       | 5              | 8              | 3              |
| 1987       | 2              | 5              | 6              |
| 1991—н. в. | не участвовали | не участвовали | не участвовали |

### Игры Центральной Америки и Карибского бассейна
| Год        | Победы                      | Поражения                   | Место                       |
| ---------- | --------------------------- | --------------------------- | --------------------------- |
| 1926—1938  | турнира по софтболу не было | турнира по софтболу не было | турнира по софтболу не было |
| 1946       |                             |                             | ??                          |
| 1950—1970  | турнира по софтболу не было | турнира по софтболу не было | турнира по софтболу не было |
| 1974       |                             |                             | 1                           |
| 1978       |                             |                             | ??                          |
| 1982       |                             |                             | 2                           |
| 1986       |                             |                             | 2                           |
| 1990       |                             |                             | ??                          |
| 1993       |                             |                             | ??                          |
| 1998—н. в. | не участвовали              | не участвовали              | не участвовали              |